# Antropología teológica

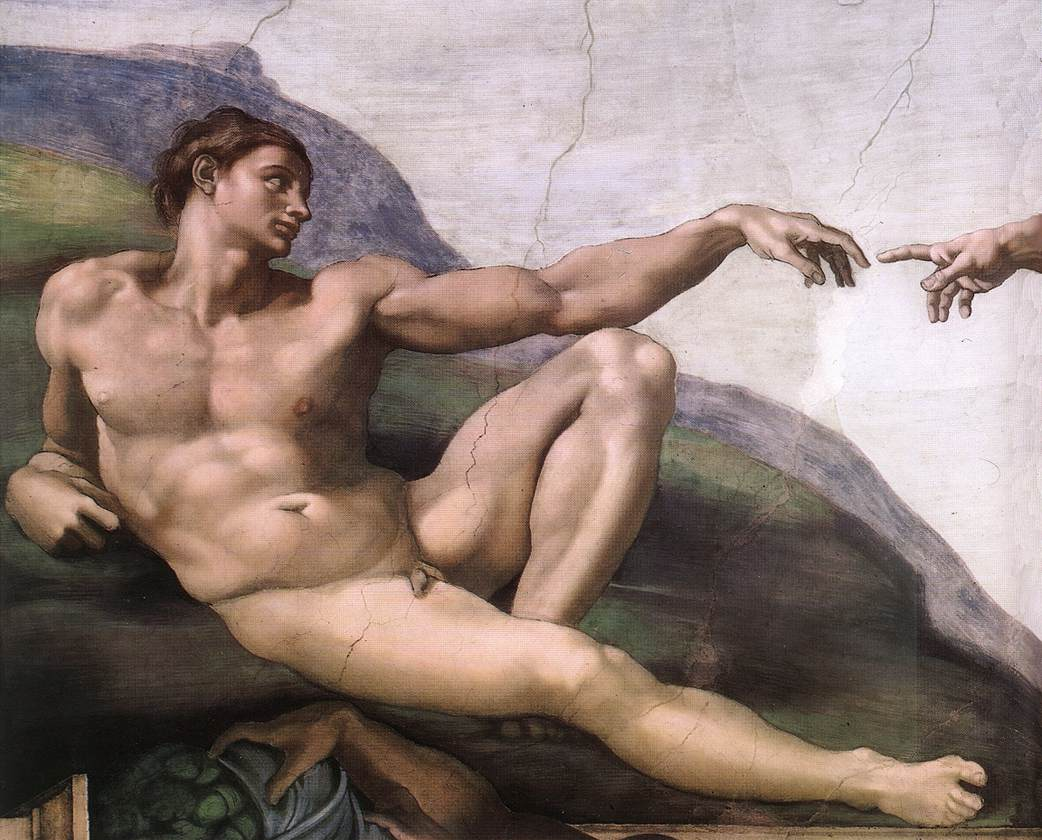
La creación del hombre, de Miguel Ángel.

La antropología teológica o antropología cristiana o antropología espiritual es una rama de la teología dogmática cristiana que estudia al hombre desde el punto de vista de la revelación, en especial la Sagrada Escritura, estableciendo el concepto cristiano del hombre y también resume su acción en la Creación.
Ha estado desde siempre presente dentro de las ramas de la teología aunque la neoescolástica lo haya fusionado con el tratado De Deo creante, De Deo elevante y De gratia, donde más que dilucidar la condición humana desde la revelación se intentaba encontrar en la Biblia y en la Tradición las pruebas o sostén de la antropología filosófica propia de la escolástica. 
Desde el Concilio Vaticano II (en ámbito católico), este tratado afronta el problema del hombre en cuanto destinado a participar de la naturaleza divina, del hombre en cuanto, según la revelación, está llamado a ser hijo de Dios. 
Los principales temas de los que se ocupa esta disciplina son los siguientes:
- La justicia original también llamada dones preternaturales o el estado en que se habrían encontrado Adán y Eva antes del pecado original.
- El pecado original.
- La doctrina de la justificación.
- La inhabitación de Dios en el alma o la gracia divina.
- Su dimensión sobrenatural.
- La divinización del hombre o su condición de hijo de Dios.

## Conceptos teológicos
- Cristología (Cristo-hombre, Dios y hombre verdadero u hombre perfecto)
- Hijo del Hombre
- Creación del hombre
- Dualismo (alma-cuerpo)
- Teología del Cuerpo (Juan Pablo II)
- Ley de complejidad-conciencia y Punto Omega (concepto trascendente de la evolución humana para Teilhard de Chardin -considerados heterodoxos-)